# Championnat d'Irlande féminin de football 2019
Navigation
Édition précédente Édition suivante
La saison 2019 du Championnat d'Irlande féminin de football Irish Women's League est la  neuvième saison du championnat. Le Wexford Youths Women's vainqueur des deux saisons précédentes remet son titre en jeu.
Compte tenu du faible développement de la pratique féminine du football en Irlande, la fédération d'Irlande de football éprouve de grandes difficultés à recruter des équipes pour le championnat. Le 23 juillet 2018, la FAI lance donc une campagne de promotion en vue de recruter de nouvelles équipes pour compléter le championnat national. Mais ce recrutement est freiné par le manque d'investissement des clubs à développer une section féminine. Seuls sept des vingt club ont en leur sein une section féminine. Et encore, l'équipe de Derry dispute le championnat féminin d'Irlande du Nord. Mais les situations financières de ces clubs ne peuvent supporter l'investissement de 40 000 euros considéré comme minimum par la FAI pour monter une équipe féminine. 
La fédération d'Irlande de football signe un nouveau contrat de sponsoring pour le championnat. Le Soupe hôtelier Só Hotels prend la suite de Continental Tyres. Le nom commercial officiel de la compétition devient donc Só Hotels Womens National League.

## Organisation
La compétition s'organise en une poule de championnat dans laquelle chaque équipe rencontre trois fois chacune de ses opposantes. Les deux premières rencontres ont lieu une fois à domicile et une fois à l’extérieur. Le troisième match est tiré au sort. Chaque équipe joue donc soit 11 matchs à domicile et 10 matchs à l'extérieur, soit 10 matchs à domicile et 11 à l'extérieur.

## Participants
Ce tableau présente les huit équipes qualifiées pour disputer le championnat 2019. On y trouve le nom des clubs, le nom des entraîneurs et leur nationalité, la date de création du club, l'année de la dernière montée au sein de l'élite, le nom des stades ainsi que la capacité de ces derniers.
| \| Shelbourne Peamount United Cork City WFC Wexford Youths WFC DLR Waves Galway WFC Kilkenny United WFC Limerick WFC \| Localisation des clubs engagés dans le championnat. |
| Shelbourne Peamount United Cork City WFC Wexford Youths WFC DLR Waves Galway WFC Kilkenny United WFC Limerick WFC                                                           |

| Nom du club                           | Entraîneur      | Date de création | Dernière montée | Stade               | Capacité |
| ------------------------------------- | --------------- | ---------------- | --------------- | ------------------- | -------- |
| Cork City Women's Football Club       | Charlie Lynch   | 2011             | 2011            | Bishopstown Stadium | 2 000    |
| DLR Waves Football Club               | Eileen Gleeson  | 2012             | 2012            | Jackson Park        | -        |
| Galway Women Football Club            | Don O'Riordan   | 2013             | 2013            | Eamon Deacy Park    | 5 000    |
| Kilkenny United Women's Football Club | Noel Kealy      | 2015             | 2015            | Buckley Park        | 3 000    |
| Limerick Women's Football Club        | Dave Rooney     | 2018             | 2018            | Markets Field       | 5 000    |
| Peamount United Football Club         | Pat Trehy       | 1983             | 2011            | Greenogue           | 1 000    |
| Shelbourne Ladies Football Club       | Casey McQuillan | 1994             | 2011            | Morton Stadium      | 4 000    |
| Wexford Youths Women's Football Club  | Tom Elmes       | 2007             | 2011            | Ferrycarrig Park    | 2 500    |

## Compétition
La première journée de la saison est marquée par le tonitruant 10-1 de Shelbourne sur le terrain de Kilkenny avec un triplé de la jeune joueuse Jessica Ziu âgée de 16 ans.
Lors de la neuvième journée, l'internationale irlandaise Rianna Jarrett marque cinq buts lors de la victoire de son club Wexford 6-2 sur le terrain de Galway. Elle s'empare ainsi de la tête du classement des buteuses avec 17 buts en 9 matchs et permet à son club de rester au contact avec Peamount qui occupe la tête du classement du championnat depuis la première journée avec 9 victoire en autant de matchs.
Il faut attendre le 10 août et donc la 14e journée pour voir Kilkenny marquer son premier point en obtenant le match nul 1-1 sur le terrain de DLR Waves.

### Classement
| Rang | Équipe                 | Pts | J  | G  | N | P  | Bp | Bc  | Diff |
| ---- | ---------------------- | --- | -- | -- | - | -- | -- | --- | ---- |
| 1    | Peamount United        | 56  | 21 | 18 | 2 | 1  | 93 | 13  | +80  |
| 2    | Shelbourne Ladies CL   | 54  | 21 | 17 | 3 | 1  | 83 | 16  | +67  |
| 3    | Wexford Youths WFC T C | 42  | 21 | 13 | 3 | 5  | 70 | 22  | +48  |
| 4    | Galway WFC             | 37  | 21 | 11 | 4 | 6  | 56 | 37  | +19  |
| 5    | Cork City WFC          | 24  | 21 | 7  | 3 | 11 | 39 | 55  | -16  |
| 5    | DLR Waves              | 16  | 21 | 5  | 1 | 15 | 18 | 64  | -46  |
| 7    | Limerick WFC           | 12  | 21 | 4  | 0 | 16 | 26 | 84  | -58  |
| 8    | Kilkenny United WFC    | 2   | 21 | 0  | 2 | 19 | 14 | 108 | -94  |

| Légende : Qualifications et relégations | Légende : Qualifications et relégations                                                                            |
| --------------------------------------- | --- |
|                                         | Ligue des champions féminine de l'UEFA 2020-2021                                                                   |
|                                         | T : Tenant du titre P : Promu C : Vainqueur de la Coupe d'Irlande 2019 CL : Vainqueur de la Coupe de la Ligue 2019 |

### Résultats
| Résultats (▼dom., ►ext.)                                   | COR | DLR | GAL | KIL | LMK | PEA | SHE  | WEX |
| Cork City WFC                                              |     | 3-4 | 3-5 | 3-0 | 3-0 | 0-3 | 2-7  | 0-3 |
| DLR Waves                                                  | 0-3 |     | 1-2 | 2-0 | 1-0 | 0-7 | 0-4  | 0-3 |
| Galway WFC                                                 | 4-1 | 3-0 |     | 3-2 | 3-0 | 1-2 | 0-3  | 2-6 |
| Kilkenny United WFC                                        | 0-3 | 0-1 | 0-3 |     | 0-1 | 0-7 | 1-10 | 1-4 |
| Limerick WFC                                               | 0-1 | 3-2 | 3-6 | 4-1 |     | 0-4 | 0-5  | 1-6 |
| Peamount United                                            | 2-1 | 5-0 | 3-2 | 9-0 | 6-0 |     | 2-0  | 2-1 |
| Shelbourne LFC                                             | 5-0 | 5-0 | 1-1 | 8-1 | 5-0 | 1-1 |      | 0-0 |
| Wexford Youths                                             | 2-1 | 3-0 | 2-1 | 2-0 | 7-0 | 0-1 | 1-2  |     |
| - Victoire à domicile - Match nul - Victoire à l'extérieur |     |     |     |     |     |     |      |     |

| Résultats (▼dom., ►ext.)                                   | COR | DLR | GAL | KIL | LMK | PEA  | SHE  | WEX  |
| Cork City WFC                                              |     |     | 2-2 |     |     |      | 0-4  | 1-1  |
| DLR Waves                                                  | 1-3 |     |     | 1-1 | 2-1 | 0-8  |      |      |
| Galway WFC                                                 |     | 2-1 |     | 5-0 |     | 1-1  |      |      |
| Kilkenny United WFC                                        | 1-1 |     |     |     | 1-7 | 2-12 | 1-11 |      |
| Limerick WFC                                               | 2-3 |     | 1-6 |     |     | 0-7  |      | 1-11 |
| Peamount United                                            | 8-1 |     |     |     |     |      | 1-2  | 2-1  |
| Shelbourne LFC                                             |     | 1-0 | 3-2 |     | 4-2 |      |      | 2-1  |
| Wexford Youths                                             |     | 7-2 | 2-2 | 7-1 |     |      |      |      |
| - Victoire à domicile - Match nul - Victoire à l'extérieur |     |     |     |     |     |      |      |      |

Le 26 octobre 2019, au terme du championnat, un match reste à jouer. La rencontre entre Cork et Wexford qui devait se tenir début août a été reportée et la date de remplacement n'a toujours pas été décidée.

### Statistiques

#### Classement des buteuses
Voici le classement des buteuses pour la saison 2019. Toutes les joueuses sont de nationalité irlandaise.
| Place              | Joueuse            | Club       | Buts |
| ------------------ | ------------------ | ---------- | ---- |
| Médaille d'or      | Rianna Jarrett     | Wexford    | 26   |
| Médaille d'argent  | Áine O'Gorman      | Peamount   | 20   |
| Médaille de bronze | Megan Smyth-Lynch  | Peamount   | 19   |
| 4                  | Eleanor Ryan Doyle | Peamount   | 18   |
| 5                  | Amber Barrett      | Peamount   | 16   |
| 6                  | Emily Whelan       | Shelbourne | 15   |
| 7                  | Alex Kavanagh      | Shelbourne | 13   |
| 8                  | Noelle Murray      | Shelbourne | 11   |
| 9                  | Christina Dring    | Cork       | 10   |
| 10                 | Aoife Thompson     | Galway     | 9    |
| 10                 | Rebecca Cooke      | Shelbourne | 9    |
| 10                 | Linsey McKey       | Galway     | 9    |

### Équipe de l'année
Comme chaque année la Ligue féminine de football donne la liste des joueuses désignée dans l'équipe de l'année. Pour 2019, l'équipe s'organise comme suit : 
- Gardienne de but : Naoisha McAloon (Peamount United)
- Défenseuses : Sadhbh Doyle( Galway Women's), Claire Walsh (Peamount United), Jamie Finn (Shelbourne), Lauren Dwyer (Wexford Youths)
- Milieux de terrain : Eleanor Ryan Doyle (Peamount United), Megan Smyth-Lynch (Peamount United), Alex Kavanagh (Shelbourne), Kylie Murphy (Wexford Youths)
- Attaquantes : Emily Whelan (Shelbourne), Rianna Jarrett (Wexford Youths).

## Bilan de la saison
| Championnat d'Irlande féminin de football 2019        |                                          |
| Champion                                              | Peamount United Football Club (2e titre) |
| Dauphin                                               | Shelbourne Ladies Football Club          |
| Qualifications continentales                          |                                          |
| Ligue des champions féminine de l'UEFA 2020-2021      | Peamount United Football Club            |
| Promotions et relégations                             |                                          |
| Promus en Championnat d'Irlande féminin de football   | Aucun                                    |
| Relégués en Championnat d'Irlande féminin de football | Aucun                                    |